# Via Traiana

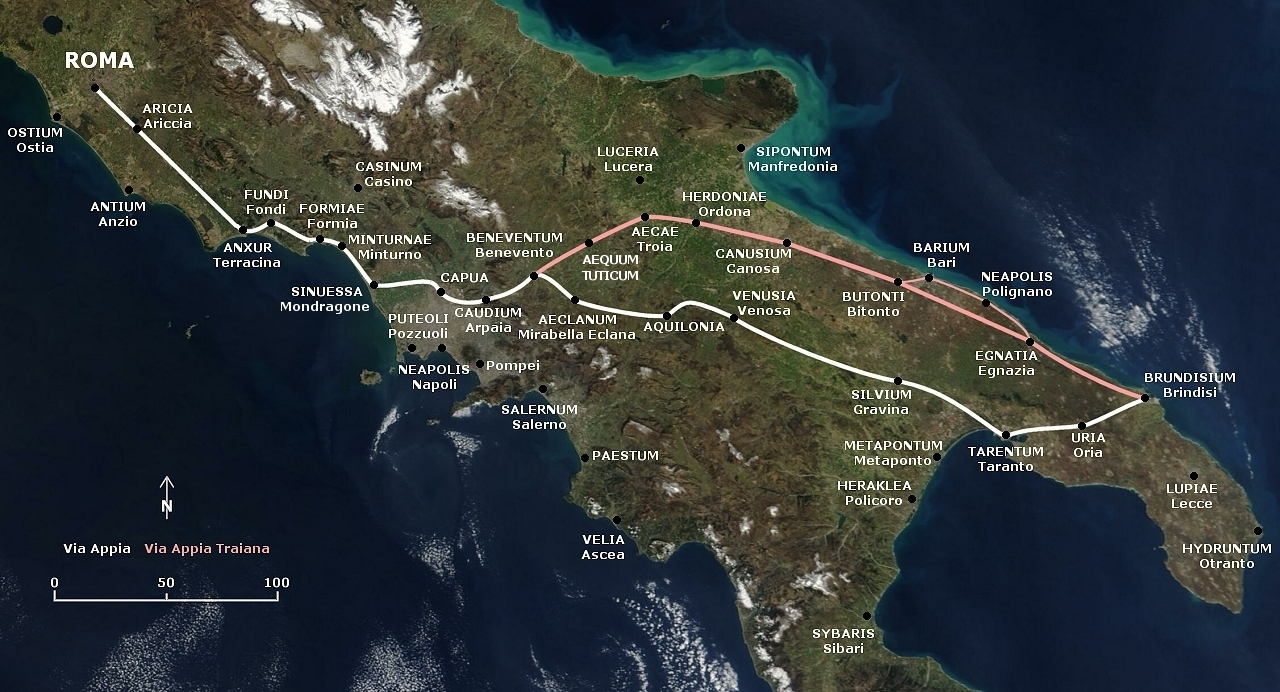
A Via Traiana útvonala

A Via Traiana a Római Birodalom egyik fontos útja volt. Traianus császár uralkodása alatt épült 108-110 között a Via Appia Beneventum és Brundisium közötti szakaszának rövidítéseként. 
Az útvonal Beneventumból indult, érintette Aecaét, Herdoniát, Canusiumot, Rubit, majd Butuntumnál két ágra szakadt:
- a Via Appia-Traiana az Adriai-tengerpart mentén haladt tovább érintve Bariumot és Egnatiát.
- a Via Munucia Traiana a szárazföld belsejében haladt érintve Miduniumot, Caeliát, Capursit, Axetiumot, Noát és Norbát.

A két út Egnatiánál egyesült ismét és haladt tovább Brundisium irányába. 